# أمينوثيازول
2-أمينوثيازول (بالإنجليزية: 2-Aminothiazole) هو عبارة عن أمين حلقي غير متجانس وله رائحة شبيهة بالبيريدين ، وهو قابل للذوبان في الماء ، الكحول والإيثر . ويعتبر نقطة البداية لتخليق العديد من المركبات بما في ذلك العقاقير الكبريتية ، المبيدات الحيوية ، مبيدات الفطريات ، الصبغات ومسرعات التفاعلات الكيميائية . ويمكن استخدام 2- أمينو ثيازول أيضاً كمثبط للغدة الدرقية وذلك في علاج مرض فرط نشاط الغدة الدرقية ، كما أن له نشاط مضاد للبكتيريا . بالإضافة لذلك ، فإن هذا المركب يستخدم كطرطرات للأحماض .

## وصلات خارجية
- www.chemicalland21.com
- Reference pathway